# Buják
Buják es un pueblo ubicado en el condado de Nógrád, Hungría.

## Superficie
Posee una superficie de 53,04 kilómetros cuadrados.

## Demografía
Hasta 2021 la población era de 2128 habitantes, con una densidad de población de 40,12 habitantes por kilómetro cuadrado.